# Joanna Cassidy
Joanna Cassidy (Haddonfield, 2 de agosto de 1945) é uma atriz estadunidense. Ela é conhecida por seu papel como a replicante Zhora Salome no filme de Ridley Scott, Blade Runner - O Caçador de Androides (1982) e Dolores em Uma Cilada para Roger Rabbi (1988). Ela ganhou um Globo de Ouro, foi indicada a três prêmios Emmy e também ao Saturn Award e ao Screen Actors Guild Awards.
De 2001 a 2005, ela interpretou Margaret Chenowith na série dramática da HBO A Sete Palmos. De 2011 a 2013, ela interpretou Joan Hunt na série Prova do Crime da ABC.